# 大衛·馬吉
大衛·馬吉（David Magee，1962年—）是美國編劇，曾被提名獲得2004年奧斯卡獎和金球獎《發現夢幻島》。他和西蒙·博福曾一起為《B咖妙管家》寫了劇本﹝由弗朗西絲·麥克多曼德和艾米·亞當斯主演﹞，于2008年上映。
他在2012年的改編劇本《少年PI的奇幻漂流》為他贏得了衛星獎的最佳改編劇本獎以及獲得了奧斯卡最佳改編劇本獎的提名。
他為迪士尼歌舞片《愛·滿人間》撰寫了劇本，該片由羅伯·馬歇爾執導，艾蜜莉·布朗和林-曼努爾·米蘭達主演，於2018年上映。
馬吉之後與斯蒂芬·施瓦茨一起創作一部關於安徒生童話的無題音樂劇。